# 荷兰广播联盟
荷兰广播联盟（荷蘭語：Nederlandse Omroep Stichting，简称：NOS）是受荷兰政府资助的荷蘭广播组织。它旗下有公共电视频道、公共广播頻道、體育和新聞網站。荷兰广播联盟在多个国家和地区派駐记者。